# Collegio del Cambio

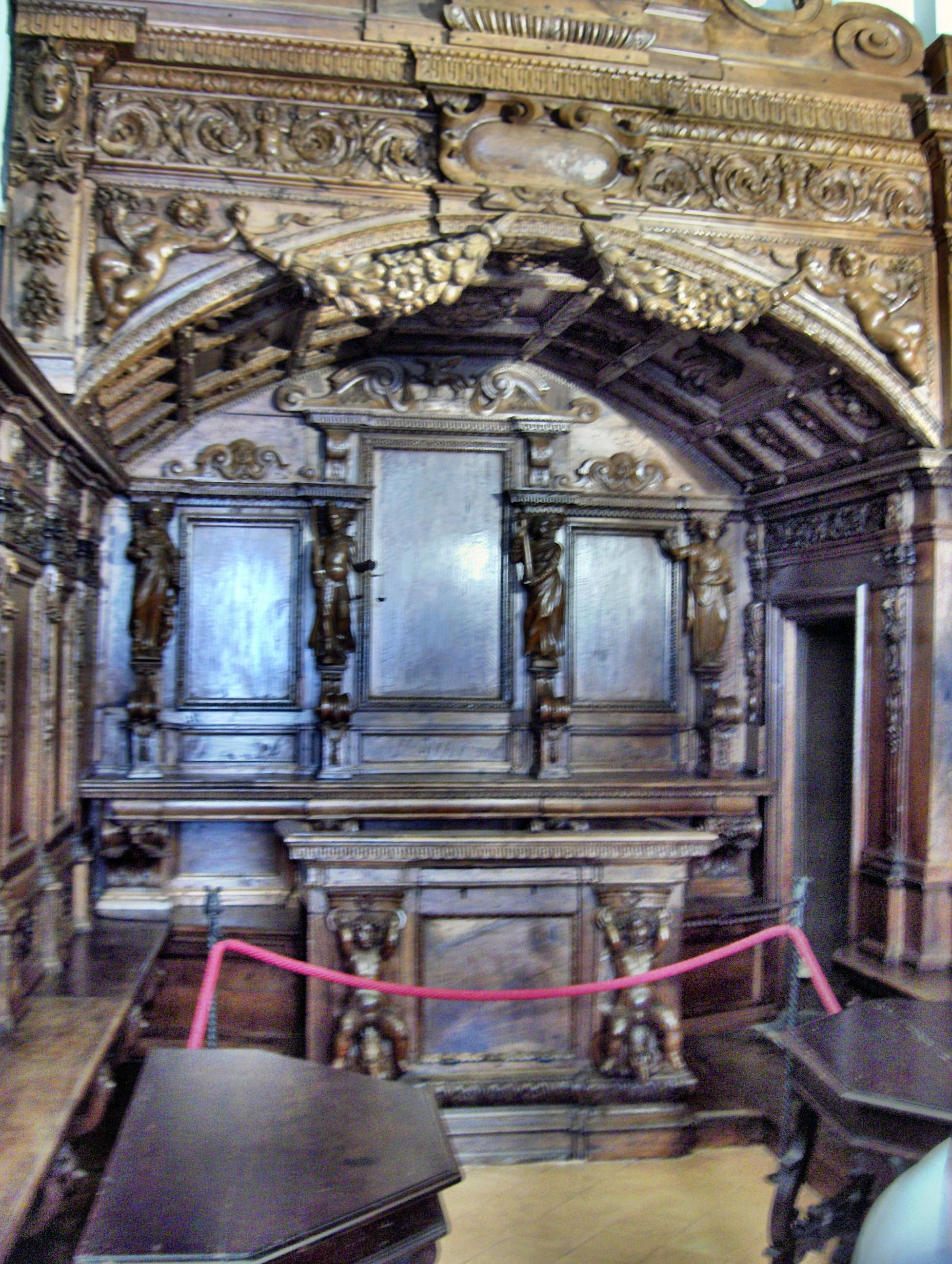
La Sala dei Legisti

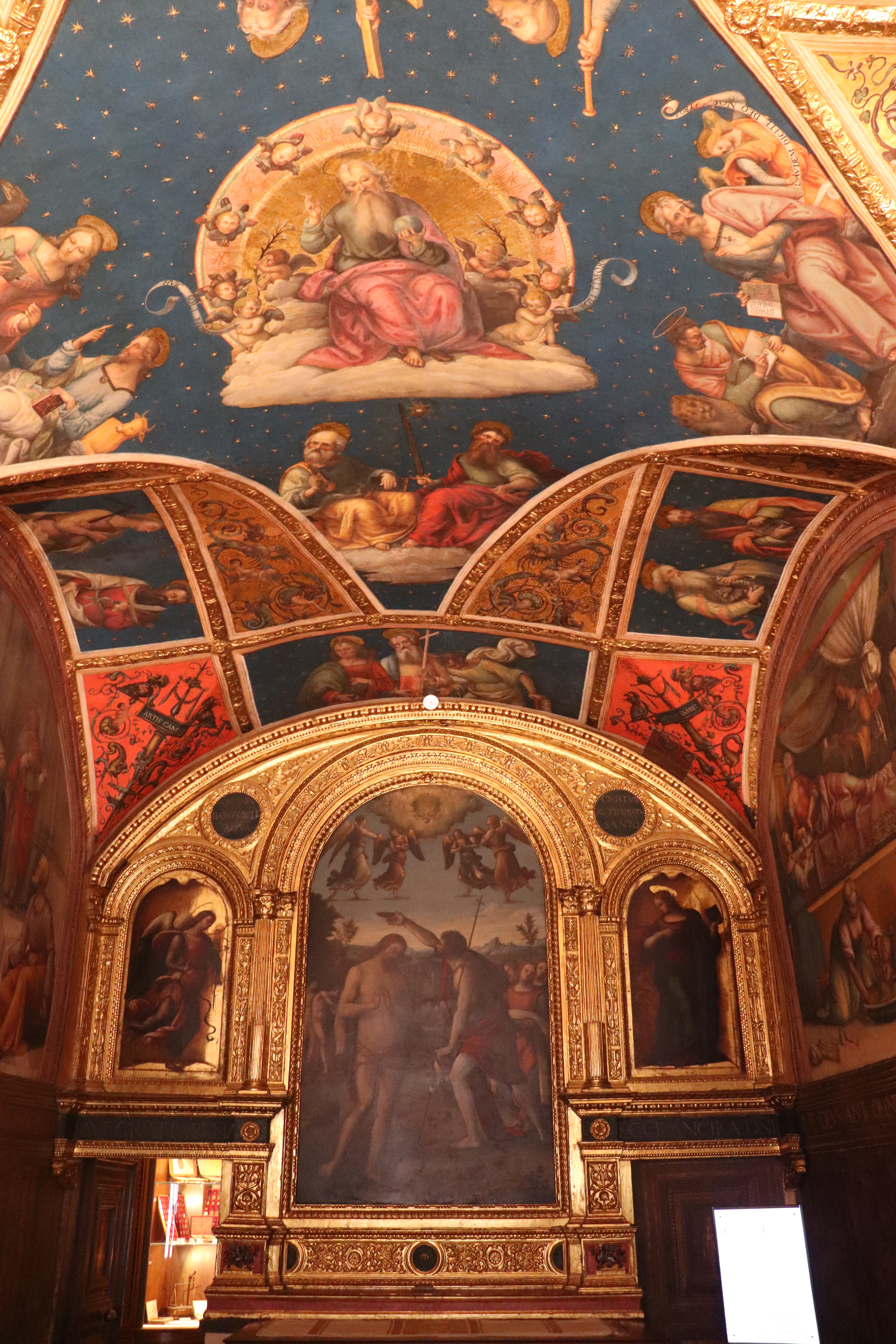
Cappella di San Giovanni Battista di Giannicola di Paolo

Il Nobile Collegio del Cambio è una parte del Palazzo dei Priori a Perugia, celebre soprattutto per la Sala delle Udienze affrescata dal Perugino. È ubicato al civico 25 del Corso Vannucci.

## Storia
I cambiavalute perugini (cioè i banchieri) erano riuniti in una potente corporazione denominata "Arte del Cambio". Tra il 1452 e il 1457 essi ebbero il privilegio di poter sistemare la propria sede all'interno del Palazzo dei Priori, nell'ampliamento Sud. I portali sono riconoscibili dallo stemma della corporazione: Il grifo sopra un forziere, che ricorre anche nelle decorazioni interne .
La sede venne sistemata architettonicamente da Bartolomeo di Mattiolo e Lodovico di Antonibo in quegli anni, mentre vicino allo scadere del secolo si decise di affidare la decorazione della Sala delle Udienze a una serie di artisti. Gli arredi lignei vennero prodotti da Domenico del Tasso, che vi usò per la prima volta in questo tipo di arredo la decorazione a grottesche, mentre la parte pittorica fu affidata a Pietro Perugino, che allora veniva considerato il maggior artista d'Italia e teneva bottega contemporaneamente a Firenze e a Perugia.

## Descrizione

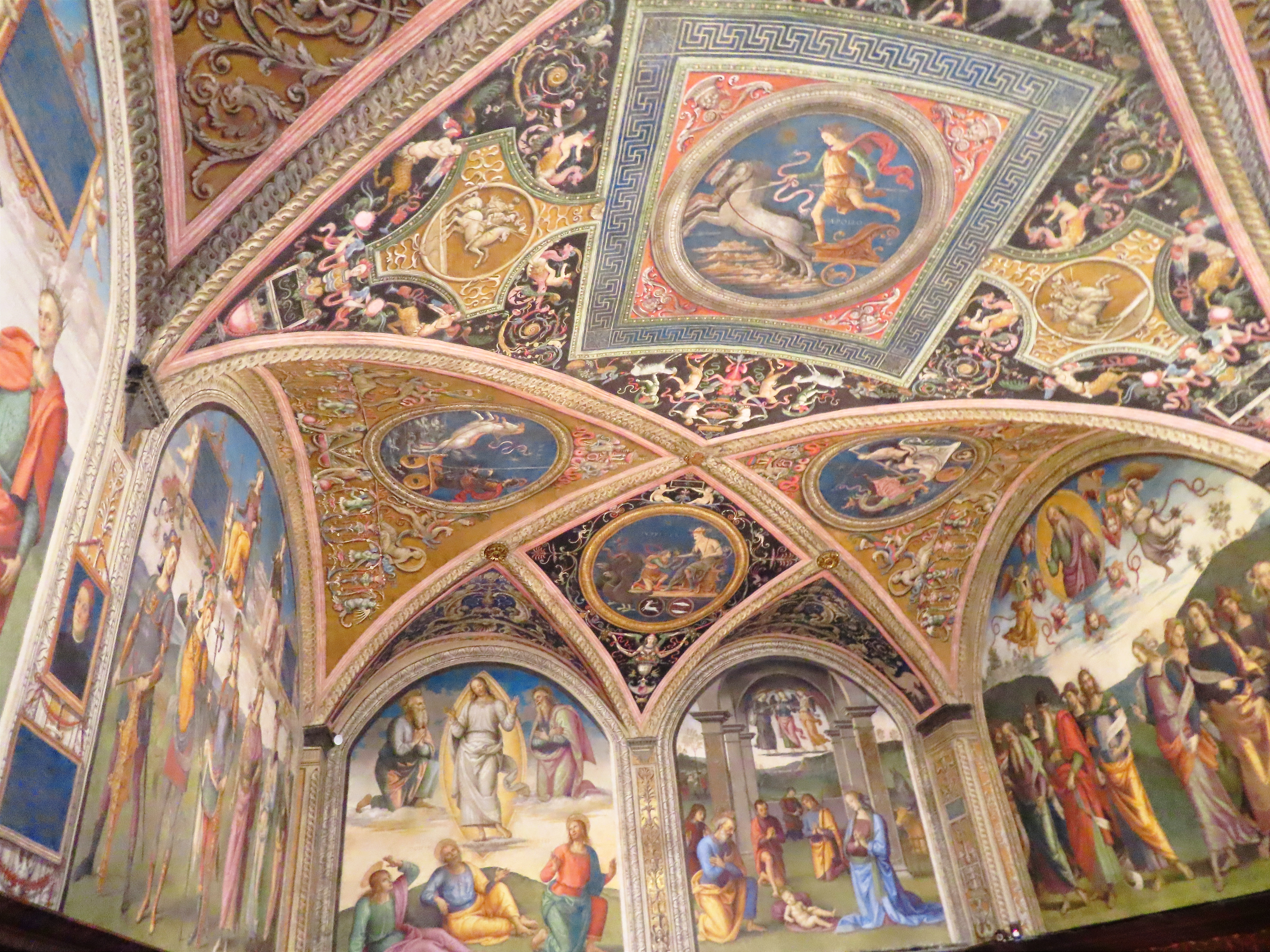
Sala delle udienze

Si accede al Collegio dalla porta principale disegnata dallo stesso Lodovico di Antonibo e decorata da ante intagliate da Antonio da Mercatello nel 1501. La prima sala che si incontra è il vestibolo, o Sala dei Legisti, dove si trovano alcuni banconi barocchi, intagliati da Giampietro Zuccari e aiuti (1615-1621).
A destra si accede alla Sala delle Udienze, a base rettangolare coperta da volte ogivali, che generano una serie di lunette affrescate dal Perugino. Un lato è occupato da Tribunale, bancone ligneo a due ordini di seggi intagliato e intarsiato, sormontato da una lunetta con due grifi tra ghirlande che inquadrano la statuetta in terracotta della Giustizia, attribuita a Benedetto da Maiano. Un altro banco presenta intarsi di Antonio da Mercatello (1508). A metà della parete di fondo si trova una ringhiera con un piccolo pulpito rinascimentale, opera di Antonio Masi d'Antonio (1562).
Dall'angolo in fondo a destra della Sala si accede alla Cappella di San Giovanni Battista, realizzata nel 1506-1509 da Gasperino di Pietro sulla primitiva chiesa di San Giovanni della Piazza, che era stata inglobata nel palazzo con l'ampliamento quattrocentesco. Venne interamente affrescata da Giannicola di Paolo tra il 1515 e il 1518. Nella volta sono rappresentati il Padre Eterno tra apostoli, evangelisti, dottori della Chiesa, e santi patroni di Perugia, mentre sull'altare si trova un Battesimo di Cristo e ai lati un'Annunciazione (1515-1516). Le pareti laterali sono decorate da Storie della vita di Giovanni Battista e Sibille. Il paliotto dell'altare è opera di Mariano di ser Austerio e raffigura il Battista entro una ghirlanda e un fregio (1512-1513). I due sedili intarsiati sono di Antonio da Mercatello (1509) e l'altare (1516). La vivace colorazione delle pareti, accentuata dalla grande profusione di ori e lapislazzuli,  è pensata oltre che per ostentazione di ricchezza, soprattutto per dare luminosità all’ambiente, che risulta essere senza finestre.

## La collezione di pesi monetali del collegio del cambio
È visitabile al pubblico anche la collezione dei pesi monetali, la più completa nel suo genere, anche a livello internazionale, contiene oltre 550 pesi monetali per la verifica delle monete circolanti a Perugia e nello Stato della Chiesa nel periodo tra il XV e la seconda metà del XIX secolo; sono riconoscibili per lo stemma papale riportato al diritto. La collezione custodisce anche numerosi pesi monetali di altre città stato italiane, ed altri appartenenti alla produzione europea dei secoli XVII/XX, nonché bilance. Tutti strumenti indispensabili per l'esercizio delle funzioni di cambiavalute, visto che fino al XX secolo il valore delle monete d’oro e d’argento era determinato dal loro contenuto in metallo, calcolato in funzione del loro peso e della percentuale di metallo prezioso contenuto nella lega. La lega era fissata dall’autorità emittente moneta, quindi chi riceveva moneta aveva interesse a verificarne il peso.

## Curiosità
Nel Collegio del Cambio è ambientato lo spot invernale del 2022 della Regione Umbria, in cui vediamo il Re Salomone e la Sibilla Eritrea (interpretati da Edoardo Sferrella e Arianna Bettio) prendere vita dall’affresco del Perugino l'Eterno tra angeli sopra un gruppo con profeti e sibille.